# بنبهور
بنبهور أو بنبور (بالسندية: ڀنڀور؛ بالأردية: بھنبھور) هي مدينة يعود تاريخها إلى القرن الأول قبل الميلاد وتقع في السند، باكستان الحالية. تقع أطلال المدينة على الطريق الوطني رقم 5، شرقي كراتشي. يعود تاريخها إلى العصر السكوثي الفرثي، ثم سيطر عليها المسلمون من القرن الثامن إلى القرن الثالث عشر، ثم هُجرت بعد ذلك. لا تزال بقايا أحد أقدم المساجد المعروفة في المنطقة والتي يعود تاريخها إلى سنة 727م محفوظة في المدينة. في سنة 2004م، قدمت إدارة الآثار والمتاحف الباكستانية الموقع إلى قائمة اليونسكو للتراث العالمي.
بدأ استخدام اللغة العربية في الهند منذ الأيام الأولى للفتح الإسلامي للسند وذلك عام 89 هـ / 708م وكان أول نقش عثر عليه في الهند هو نقش المسجد الجامع في بنبهور بالسند والمؤرخ سنة 107 هـ / 727م، وهو أقدم النماذج التي استخدم فيها الخط العربي للكتابة على الأحجار في العصور الإسلامية.